# 多武峯内藤神社
多武峯内藤神社（とうのみねないとうじんじゃ）は、東京都新宿区の神社。

## 歴史
創建年代は不明であるが、高遠藩内藤家の下屋敷の屋敷神として祀られていたことから、江戸時代初期に創建されたものと推測される。
内藤家は藤原氏の出自であるので、先祖の藤原鎌足を祀る多武峯妙楽寺（現談山神社）から分霊を勧請して創建したという。
明治になり、明治政府によって内藤家下屋敷が接収されたため、現在地に移転した。

## 交通アクセス
- 四谷三丁目駅1番出口より徒歩10分（経路案内）。
- 信濃町駅より徒歩10分（経路案内）。